# Hannelore Raepke
Hannelore Raepke (Berlin-Charlottenburg, 25 oktober 1935) is een atleet uit Duitsland.
Op de Europese kampioenschappen atletiek 1958 won ze een zilveren medaille op de 200 meter.
Op de Olympische Zomerspelen van Rome in 1960 liep Raepke voor West-Duitsland de 100 meter en de 200 meter.